# Schloss Pfatter

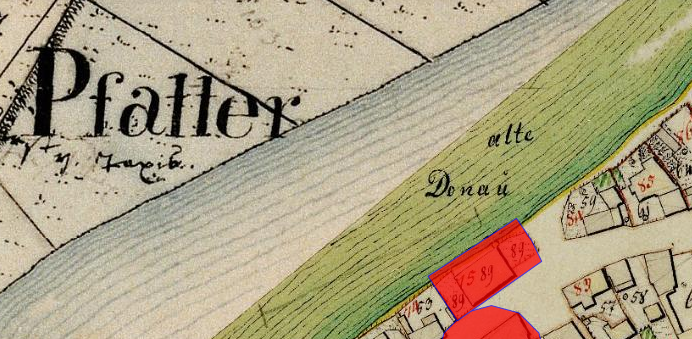
Lageplan des Schlosses Pfatter auf dem Urkataster von Bayern

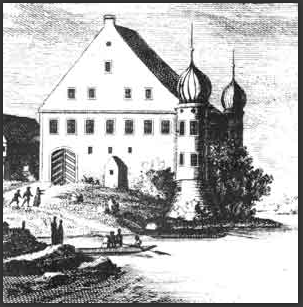
Schloss Pfatter (1734)

Das abgegangene Schloss Pfatter war ein Schloss in der oberpfälzischen Gemeinde Pfatter in Bayern. Das Bodendenkmal ist unter der Nummer D-3-7040-0174 und der Beschreibung Untertägige Befunde des abgegangenen sog. „Alten Schlosses“ in Pfatter, zuletzt frühneuzeitlicher Gerichtssitz in die Denkmalliste von Pfatter eingeschrieben. Das Schloss befand sich an einem Altwasserarm der Donau.

## Geschichte
Nachdem Ort und Schloss Mintraching stark unter den Wirren des Dreißigjährigen Kriegs zu leiden hatten und das Untere Schloss Mintraching 1634 von schwedischen Truppen in Brand gesteckt wurde, verlegte man den Gerichtssitz des Landgerichts Haidau zunächst nach Pfatter, wo zu dieser Zeit anscheinend schon ein Schloss existierte. Unklar ist dabei, wie lange dieses Schloss bereits bestand. Nach dem Krieg musste sich Pfatter den Gerichtssitz wieder mit Mintraching teilen. Während das Untere Schloss Mintraching im 18. Jahrhundert verfiel, wurde das Alte Schloss in Pfatter von den Richtern bevorzugt. In der Kirche Mariä Himmelfahrt in Pfatter haben sich bis heute einige Grabsteine der Richter und ihrer Frauen erhalten. Im Jahre 1865 brannte das Schloss aus heute nicht mehr nachvollziehbaren Gründen ab und wurde dann abgetragen.

## Schloss Pfatter einst und jetzt
Von dem einst zweistöckigen Schloss mit zwei runden Ecktürmen, so ein Stich aus dem Jahre 1734, und Treppengiebel haben sich auch keine Reste der Nebengebäude erhalten. Neben der Schlossstelle ist ein Bestattungsplatz in die Denkmalliste eingetragen, was darauf hindeutet, dass man die Leichen der Gerichteten direkt neben dem Schloss bestattete.